# Antônio Carlos Zago
Antônio Carlos Zago (Presidente Prudente, 1969. május 18. –) brazil válogatott labdarúgó.
A brazil válogatott tagjaként részt vett az 1993-as és az 1999-es Copa Americán.

## Statisztika
| Brazil válogatott | Brazil válogatott | Brazil válogatott |
| Időszak           | Mérk.             | gól               |
| ----------------- | ----------------- | ----------------- |
| 1991              | 2                 | 0                 |
| 1992              | 3                 | 1                 |
| 1993              | 6                 | 0                 |
| 1994              | 0                 | 0                 |
| 1995              | 0                 | 0                 |
| 1996              | 0                 | 0                 |
| 1997              | 0                 | 0                 |
| 1998              | 3                 | 0                 |
| 1999              | 12                | 0                 |
| 2000              | 10                | 2                 |
| 2001              | 1                 | 0                 |
| Összesen          | 37                | 3                 |